# Broken Barricades
Broken Barricades – piąty album studyjny angielskiego zespołu rockowego Procol Harum, wydany w 1971 roku przez wytwórnie Chrysalis (Wielka Brytania) i A&M (Stany Zjednoczone).

## Lista utworów
Opracowano na podstawie materiału źródłowego.
Wydanie LP:
Strona A
| Nr | Tytuł utworu        | Słowa      | Muzyka       | Długość |
| -- | ------------------- | ---------- | ------------ | ------- |
| 1. | „Simple Sister”     | Keith Reid | Gary Brooker | 5:50    |
| 2. | „Broken Barricades” | Keith Reid | Gary Brooker | 3:11    |
| 3. | „Memorial Drive”    | Keith Reid | Robin Trower | 3:46    |
| 4. | „Luskus Delph”      | Keith Reid | Gary Brooker | 3:51    |
|    |                     |            |              | 16:38   |

Strona B
| Nr | Tytuł utworu            | Słowa      | Muzyka       | Długość |
| -- | ----------------------- | ---------- | ------------ | ------- |
| 1. | „Power Failure”         | Keith Reid | Gary Brooker | 4:33    |
| 2. | „Song for a Dreamer”    | Keith Reid | Robin Trower | 5:40    |
| 3. | „Playmate of the Mouth” | Keith Reid | Gary Brooker | 5:04    |
| 4. | „Poor Mohammed”         | Keith Reid | Robin Trower | 3:09    |
|    |                         |            |              | 18:26   |

## Twórcy
Opracowano na podstawie materiału źródłowego.
Muzycy:
- Gary Brooker – śpiew, fortepian, syntezator
- Chris Copping – organy, gitara basowa, gitara
- Robin Trower – gitara
- B.J. Wilson – perkusja
- Keith Reid – teksty

Produkcja:
- Chris Thomas – produkcja muzyczna
- John Punter – inżynieria dźwięku
- C.C.S. Associates – projekt oprawy graficznej
- Peter Sanders – fotografie